# Estádio do Deodoro
Das Estádio do Deodoro (deutsch Deodorostadion) war ein temporäres Stadion im Olympiapark Deodoro von Rio de Janeiro.

## Geschichte
Das Stadion wurde für die Olympischen Sommerspiele 2016 um einen Poloplatz herum errichtet und am 2. März 2016 von Bürgermeister der Stadt Eduardo Paes eingeweiht. Die Stahlrohrtribünen boten 20.000 Zuschauern die Möglichkeit die Rugbyspiele der Spiele zu verfolgen. Des Weiteren wurde im Stadion auch das Combined im Modernen Fünfkampf hier ausgetragen. Im Rahmen der anschließend stattfindenden Paralympics 2016 wurde das Stadion als Wettkampfstätte für die Spiele im 7er-Fußball genutzt. Nach den Spielen wurden die Tribünen wieder abgebaut.